# Grand Prix Hassan II 2025
Grand Prix Hassan II 2025 byl tenisový turnaj na mužském profesionálním okruhu ATP Tour, hraný v Royal Tennis Clubu de Marrakech. Třicátý devátý ročník Grand Prix Hassan II probíhal mezi 31. březnem a 6. dubnem 2025 v marocké Marrákeši na antukových dvorcích. Představuje jedinou událost mužské sezóny na africkém kontinentu.
Turnaj dotovaný 622 850 eury patřil do kategorie ATP Tour 250. Nejvýše nasazeným singlistou se stal třicátý sedmý tenista světa Tallon Griekspoor z Nizozemska. Jako poslední přímý účastník do dvouhry nastoupil český 119. hráč žebříčku Vít Kopřiva. V důsledku invaze Ruska na Ukrajinu na konci února 2022 řídící organizace tenisu ATP, WTA a ITF s grandslamy rozhodly, že ruští a běloruští tenisté mohli dále na okruzích startovat, ale do odvolání nikoli pod vlajkami Ruska a Běloruska.
Druhý singlový i antukový titul na okruhu ATP Tour vybojoval 23letý Ital Luciano Darderi. Čtyřhru ovládli 26letí Češi Patrik Rikl s Petrem Nouzou a na túře ATP vybojovali první kariérní trofeje.

## Rozdělení bodů a finančních odměn

### Rozdělení bodů
| Soutěž       | Soutěž      | vítězové | finalisté | semifinalisté | čtvrtfinalisté | 16 v kole | 32 v kole | Q  | Q2 | Q1 |
| ------------ | ----------- | -------- | --------- | ------------- | -------------- | --------- | --------- | -- | -- | -- |
| dvouhra      | [ 3 ] [ 7 ] | 250      | 165       | 100           | 50             | 25        | 0         | 13 | 7  | 0  |
| čtyřhra mužů | [ 8 ]       | 250      | 150       | 90            | 45             | 0         | —         | —  | —  | —  |

### Finanční odměny
| Soutěž                                | Soutěž      | vítězové | finalisté | semifinalisté | čtvrtfinalisté | 16 v kole | 32 v kole | Q2      | Q1      |
| ------------------------------------- | ----------- | -------- | --------- | ------------- | -------------- | --------- | --------- | ------- | ------- |
| dvouhra                               | [ 3 ] [ 7 ] | 90 675 € | 52 890 €  | 31 080 €      | 18 015 €       | 10 460 €  | 6 390 €   | 3 200 € | 1 745 € |
| čtyřhra                               | [ 8 ]       | 31 530 € | 16 940 €  | 9 910 €       | 5 500 €        | 3 240 €   | —         | —       | —       |
| částka ve čtyřhrách je uvedena na pár |             |          |           |               |                |           |           |         |         |

## Mužská dvouhra

### Nasazení
| Stát                           | Hráč                    | ATP | Nasazení |
| ------------------------------ | ----------------------- | --- | -------- |
| Nizozemsko                     | Tallon Griekspoor       | 34. | 1.       |
| Itálie                         | Lorenzo Sonego          | 38. | 2.       |
| Francie                        | Alexandre Müller        | 41. | 3.       |
| Portugalsko                    | Nuno Borges             | 42. | 4.       |
| Španělsko                      | Roberto Carballés Baena | 53. | 5.       |
| Španělsko                      | Jaume Munar             | 56. | 6.       |
| Itálie                         | Luciano Darderi         | 61. | 7.       |
| Itálie                         | Mattia Bellucci         | 72. | 8.       |
| Žebříček ATP k 17. březnu 2025 |                         |     |          |

### Jiné formy účasti
Následující hráči obdrželi divokou kartu do hlavní soutěže:
- Taha Baadi
- Elliot Benchetrit
- Younes Lalami Laaroussi

Následující hráč nastoupil pod žebříčkovou ochranou:
- Borna Gojo

Následující hráč hráči postoupili z kvalifikace:
- Juan Manuel Cerúndolo
- Federico Coria
- Pierre-Hugues Herbert
- Kamil Majchrzak

### Odhlášení
před zahájením turnaje
- Zizou Bergs → nahradil jej  Jesper de Jong
- Jaime Faria → nahradil jej  Otto Virtanen
- Quentin Halys → nahradil jej  Vít Kopřiva
- Lorenzo Musetti → nahradil jej  Borna Gojo
- Francesco Passaro → nahradil jej  Pablo Carreño Busta
- Arthur Rinderknech → nahradil jej  Fabio Fognini

## Mužská čtyřhra

### Nasazení
| Stát                                                                      | Hráč            | Stát    | Hráč                   | ATP  | Nasazení |
| ------------------------------------------------------------------------- | --------------- | ------- | ---------------------- | ---- | -------- |
| Monako                                                                    | Hugo Nys        | Francie | Édouard Roger-Vasselin | 64.  | 1.       |
| Uruguay                                                                   | Ariel Behar     | Belgie  | Joran Vliegen          | 86.  | 2.       |
| Rakousko                                                                  | Alexander Erler | Německo | Constantin Frantzen    | 98.  | 3.       |
| Chorvatsko                                                                | Ivan Dodig      | Tunisko | Skander Mansouri       | 100. | 4.       |
| Žebříček ATP k 17. březnu 2025; číslo je součtem umístění obou členů páru |                 |         |                        |      |          |

### Jiné formy účasti
Následující páry obdržely divokou kartu do hlavní soutěže:
- Taha Baadi /  Younes Lalami Laaroussi
- Elliot Benchetrit /  Pierre-Hugues Herbert

Následující pár nastoupil z pozice náhradníka:
- Tristan Boyer /  Otto Virtanen

### Odhlášení
před zahájením turnaje
- Zizou Bergs /  Raphaël Collignon → nahradili je  Romain Arneodo /  Manuel Guinard
- Julian Cash /  Lloyd Glasspool → nahradili je  Jakub Paul /  David Pel
- Luciano Darderi /  Francesco Passaro → nahradili je  Tristan Boyer /  Otto Virtanen
- Hugo Gaston /  Quentin Halys → nahradili je  Mattia Bellucci /  Hugo Gaston

## Přehled finále

### Mužská dvouhra
- Luciano Darderi vs.  Tallon Griekspoor, 7–6(7–3), 7–6(7–4)

### Mužská čtyřhra
- Patrik Rikl /  Petr Nouza vs.  Hugo Nys /  Édouard Roger-Vasselin, 6–3, 6–4